# العلاقات التشيكية الفرنسية
العلاقات التشيكية الفرنسية هي العلاقات الثنائية التي تجمع بين التشيك وفرنسا.

## مقارنة بين البلدين
هذه مقارنة عامة ومرجعية للدولتين:
| وجه المقارنة                                              | التشيك                                                                            | فرنسا                                                    |
| --------------------------------------------------------- | --------------------------------------------------------------------------------- | -------------------------------------------------------- |
| المساحة (كم2)                                             | 78.87 ألف                                                                         | 643.80 ألف                                               |
| عدد السكان (نسمة)                                         | 10.52 مليون                                                                       | 67.12 مليون                                              |
| الكثافة السكانية (ن./كم²)                                 | 133.38                                                                            | 104.26                                                   |
| العاصمة                                                   | براغ                                                                              | باريس                                                    |
| اللغة الرسمية                                             | اللغة التشيكية                                                                    | لغة فرنسية                                               |
| العملة                                                    | كرونة تشيكية، كرونة تشيكوسلوفاكية                                                 | يورو، فرنك س ف ب، فرنك فرنسي، Livre tournois ‏            |
| الناتج المحلي الإجمالي (بليون دولار)                      | 215.73 مليار                                                                      | 2.58 تريليون                                             |
| الناتج المحلي الإجمالي (تعادل القوة الشرائية) بليون دولار | 356.15 مليار                                                                      | 2.87 تريليون                                             |
| الناتج المحلي الإجمالي الاسمي للفرد دولار أمريكي          | 17.55 ألف                                                                         | 36.20 ألف                                                |
| الناتج المحلي الإجمالي للفرد دولار أمريكي                 | 31.19 ألف                                                                         | 39.33 ألف                                                |
| مؤشر التنمية البشرية                                      | 0.878                                                                             | 0.888                                                    |
| رمز المكالمات الدولي                                      | +420                                                                              | +33                                                      |
| رمز الإنترنت                                              | .cz                                                                               | .fr، .bzh ‏، .tf، .re، .wf، .yt، .pm، .paris              |
| المنطقة الزمنية                                           | ت ع م+01:00، ت ع م+02:00، توقيت وسط أوروبا، توقيت وسط أوروبا الصيفي، أوروبا/براغ ‏ | أوروبا/باريس ‏، توقيت وسط أوروبا، توقيت وسط أوروبا الصيفي |

## مدن متوأمة
في ما يلي قائمة باتفاقيات التوأمة بين مدن تشيكية وفرنسية:
- ترتبط Litvínov [الإنجليزية]‏ مع Brie-Comte-Robert [الإنجليزية]‏ باتفاقية توأمة.
- ترتبط لوني مع Veneux-les-Sablons [الإنجليزية]‏ باتفاقية توأمة منذ 14 يوليو 2004.[15][16][17][18]
- ترتبط ماريانسكي لازني مع Marcoussis [الإنجليزية]‏ باتفاقية توأمة منذ 1978.
- ترتبط فيشكوف مع أورانج (فوكلوز) باتفاقية توأمة.
- ترتبط Bílina [الإنجليزية]‏ مع أليس (فرنسا) باتفاقية توأمة.
- ترتبط Kopřivnice [الإنجليزية]‏ مع تراب (مدينة) باتفاقية توأمة.
- ترتبط بشيبرام مع Villerupt [الإنجليزية]‏ باتفاقية توأمة.
- ترتبط Nový Bor [الإنجليزية]‏ مع Aniche [الإنجليزية]‏ باتفاقية توأمة منذ 1969.[19]
- ترتبط أولوموتس مع أنتوني باتفاقية توأمة.
- ترتبط Ivančice [الإنجليزية]‏ مع Soyaux [الإنجليزية]‏ باتفاقية توأمة.
- ترتبط هرادتس كرالوفه مع متز باتفاقية توأمة منذ 1992.[20][21][22][23]
- ترتبط براغ مع نيم باتفاقية توأمة منذ 1967.
- ترتبط Roudnice nad Labem [الإنجليزية]‏ مع Ruelle-sur-Touvre [الإنجليزية]‏ باتفاقية توأمة منذ 2004.
- ترتبط برنو مع رين باتفاقية توأمة منذ 1973.
- ترتبط Kyjov [الإنجليزية]‏ مع Yvetot [الإنجليزية]‏ باتفاقية توأمة منذ 13 أغسطس 2011.[24][24][25][26]
- ترتبط Vrchlabí [الإنجليزية]‏ مع Trouville-sur-Mer [الإنجليزية]‏ باتفاقية توأمة.
- ترتبط Krnov [الإنجليزية]‏ مع Saint-Égrève [الإنجليزية]‏ باتفاقية توأمة.
- ترتبط Blatná [الإنجليزية]‏ مع Sargé-lès-le-Mans [الإنجليزية]‏ باتفاقية توأمة.
- ترتبط نوفي يتشين مع فينيسيو باتفاقية توأمة.
- ترتبط سلافكوف أو برنا مع Darney [الإنجليزية]‏ باتفاقية توأمة.
- ترتبط Rýmařov [الإنجليزية]‏ مع Crosne, Essonne [الإنجليزية]‏ باتفاقية توأمة.
- ترتبط تابور مع دول (فرنسا) باتفاقية توأمة.
- ترتبط كروميشريش مع شاتودون باتفاقية توأمة.
- ترتبط سوشيتسا مع غرانفيل باتفاقية توأمة.
- ترتبط جديار ناد سازافو مع Cairanne [الإنجليزية]‏ باتفاقية توأمة.
- ترتبط Dobříš [الإنجليزية]‏ مع Tonnerre, Yonne [الإنجليزية]‏ باتفاقية توأمة.
- ترتبط تشيسكي بوديوفيتسه مع لوريان باتفاقية توأمة منذ 1979.
- ترتبط Horní Bříza [الإنجليزية]‏ مع Villeneuve-sur-Yonne [الإنجليزية]‏ باتفاقية توأمة.
- ترتبط Kralupy nad Vltavou [الإنجليزية]‏ مع Banyuls-sur-Mer [الإنجليزية]‏ باتفاقية توأمة.
- ترتبط دوماجليتسه مع Ludres [الإنجليزية]‏ باتفاقية توأمة.
- ترتبط Bzenec [الإنجليزية]‏ مع Mûrs-Erigné [الإنجليزية]‏ باتفاقية توأمة.
- ترتبط كوتنا هورا مع رانس باتفاقية توأمة.
- ترتبط بلزن مع ليموج باتفاقية توأمة منذ 1993.[27][27][27]
- ترتبط Sedlčany [الإنجليزية]‏ مع Taverny [الإنجليزية]‏ باتفاقية توأمة منذ 1993.

## منظمات دولية مشتركة
يشترك البلدان في عضوية مجموعة من المنظمات الدولية، منها:
| علم المنظمة | اسم المنظمة                               | تاريخ انضمام التشيك | تاريخ انضمام فرنسا |
| ----------- | ----------------------------------------- | ------------------- | ------------------ |
|             | المنظمة الأوروبية لسلامة الملاحة الجوية   | 1996                | 1960               |
|             | المرصد الأوروبي الجنوبي                   | 2007                | 1962               |
|             | منظمة الشرطة الجنائية الدولية             | ?                   | ?                  |
|             | الاتحاد البريدي العالمي                   | ?                   | ?                  |
|             | مركز تنسيق الحركة في أوروبا ‏              | ?                   | ?                  |
|             | حلف شمال الأطلسي                          | 12 مارس 1999        | 4 أبريل 1949       |
|             | منظمة التجارة العالمية                    | ?                   | 1995               |
|             | منظمة التعاون الاقتصادي والتنمية          | ?                   | 7 أغسطس 1961       |
|             | الفريق المعني برصد الأرض                  | ?                   | ?                  |
|             | مجموعة الموردين النوويين                  | ?                   | ?                  |
|             | مؤسسة التنمية الدولية                     | 1993                | 30 ديسمبر 1960     |
|             | اتفاقية السماوات المفتوحة                 | ?                   | ?                  |
|             | منظمة الأمن والتعاون في أوروبا            | 1993                | 25 يونيو 1973      |
|             | الوكالة الدولية للطاقة                    | ?                   | ?                  |
|             | مجلس أوروبا                               | ?                   | 5 مايو 1949        |
|             | مؤسسة التمويل الدولية                     | 1993                | 20 يوليو 1956      |
|             | منظمة حظر الأسلحة الكيميائية              | ?                   | ?                  |
|             | الأمم المتحدة                             | 19 يناير 1993       | 24 أكتوبر 1945     |
|             | سيرن                                      | ?                   | 29 سبتمبر 1954     |
|             | الاتحاد الدولي للاتصالات                  | 1993                | 1866               |
|             | الاتحاد الأوروبي                          | 1 مايو 2004         | 25 مارس 1957       |
|             | البنك الدولي للإنشاء والتعمير             | 1993                | 27 ديسمبر 1945     |
|             | مجموعة أستراليا                           | 1994                | 1985               |
|             | المركز الدولي لتسوية المنازعات الاستشارية | 22 أبريل 1993       | 20 سبتمبر 1967     |
|             | وكالة الفضاء الأوروبية                    | ?                   | 30 أكتوبر 1980     |
|             | وكالة ضمان الاستثمار متعدد الأطراف        | 1993                | 28 ديسمبر 1989     |
|             | نظام تحكم تكنولوجيا القذائف               | 1998                | 1987               |
|             | يونسكو                                    | 22 فبراير 1993      | 4 نوفمبر 1946      |

## أعلام
هذه قائمة لبعض الشخصيات التي تربطها علاقات بالبلدين:
- أندريه غلوكسمان (فيلسوف فرنسي، 19 يونيو 1937[37][38][39] – 10 نوفمبر 2015[37][38][39])
- إيفان بيك (لاعب كرة قدم صربي، 29 أكتوبر 1909 – 2 يونيو 1963)
- بون من بوهيميا (20 مايو 1315 – 11 سبتمبر 1349)
- بيتر كورنيلي (لاعب كرة سلة فرنسي، 26 يوليو 1995 – )
- جان مازاريك (سياسي تشيكي، 14 سبتمبر 1886[40][41][42] – 10 مارس 1948[40][41][43])
- جوزيف كوديلكا (مصور تشيكي، 10 يناير 1938[44][45][46] – )
- رضا كاتب (ممثل فرنسي، 27 يوليو 1977[47] – )
- شارل الخامس ملك فرنسا (21 يناير 1338 – 16 سبتمبر 1380)
- كارل الرابع (14 مايو 1316[48][49][50] – 29 نوفمبر 1378[48][49][50])
- ماديلين روبنسون (ممثلة فرنسية، 5 نوفمبر 1917[51][52] – 1 أغسطس 2004[51][53])
- ماريا فرانسيسكا من أورليان-براغانزا (8 سبتمبر 1914 – 15 يناير 1968)
- ميلان كونديرا (1 أبريل 1929[54] – )
- هنري أورليان، كونت باريس (رأس آل أورليان والمدعي بالحق في عرش فرنسا حتى وفاته، 14 يونيو 1933[55] – 21 يناير 2019)

## وصلات خارجية
- موقع وزارة الخارجية التشيكية
- موقع وزارة الخارجية الفرنسية